# Glenea pseudosuavis
Glenea pseudosuavis là một loài bọ cánh cứng trong họ Cerambycidae.